# Canale Lynn
Il canale Lynn (inglese: Lynn Canal) è un braccio di mare del Pacifico nord-orientale. Fa parte dell'Inside Passage, un insieme di fiordi, canali e insenature che separano fra loro e con la terraferma le isole dell'arcipelago Alessandro, nell'Alaska sud-orientale.

## Geografia fisica
Il canale va dalla penisola Chilkat a nord, fino allo stretto di Chatham a sud. A nord della penisola Chilkat, il canale si biforca ed i due rami che ne conseguono prendono il nome di Chilkat Inlet a ovest, ed Chilkoot Inlet a est. Anche all'estremità sud il canale si biforca presso la punta nord dell'Isola Admiralty: un ramo prosegue in direzione sud infilandosi fra la penisola formata dalla punta sud delle Chilkat Range e l'isola Admiralty, e collegandosi quindi al Chatham Strait mentre l'altro ramo, che prende il nome di Favorite Channel, piega leggermente a sud-est, finendo nello Stephens Passage. Per la sua profondità (600 metri), è il fiordo più profondo del Nord America.
Le principali isole del canale sono:
- Chilkat Islads 59°02′24″N 135°16′05″W[3] Sull'isola si trova il Chilkat Islads State Marine Park.
- Sullivan Island 58°58′21″N 135°19′37″W[4] Sull'isola si trova il Sullivan Island State Marine Park.
- Lincoln Island 58°29′31″N 134°59′33″W[5]
- Shelter Island 58°25′00″N 134°51′15″W[6]

A circa metà canale, sul lato orientale, si trova la baia di "Berners" Berners Bay 58°45′02″N 134°58′48″W
Ai lati del canale si affacciano i seguenti gruppi montuosi: Chilkat Range, Takshanuk Mountains e Coast Mountains.

## Accessi e centri abitati
Il canale collega, tramite i traghetti dell'"Alaska Marine Highway", i centri abitati di Haines e Skagway a Juneau (capitale dell'Alaska). Il canale via terra è accessibile da due strade (tramite il Chilkoot Inlet) in corrispondenza ai due centri abitati: l'autostrada Klondike Highway, con arrivo a Skagway, e l'autostrada Haines Highway con arrivo a Haines.
In conseguenza all'aumento del traffico marittimo (ogni anno il canale è percorso da centinaia di navi crociera) la Guardia Costiera degli Stati Uniti ha installato diversi fari tra cui Eldred Rock Light, Sentinel Island Light e Point Sherman Light.

## Storia
Il Canale Lynn deve il suo nome all'esploratore britannico George Vancouver che lo nominò così nel 1794 per ricordare il porto britannico di King's Lynn, nella contea di Norfolk, dove era nato.

## Fauna marina
Il canale è frequentato da molte forme di fauna marina:
- megattera (Humpback whale);
- orca marina (Killer whale);
- focena (Dall's Porpoise);
- foca comune (Harbor seal);
- leone marino (Stellar sea lions);
- lontra di mare (Sea otters).

Nel canale inoltre si possono trovare quasi tutti i tipi di salmone e di halibut.

## Alcune immagini del canale

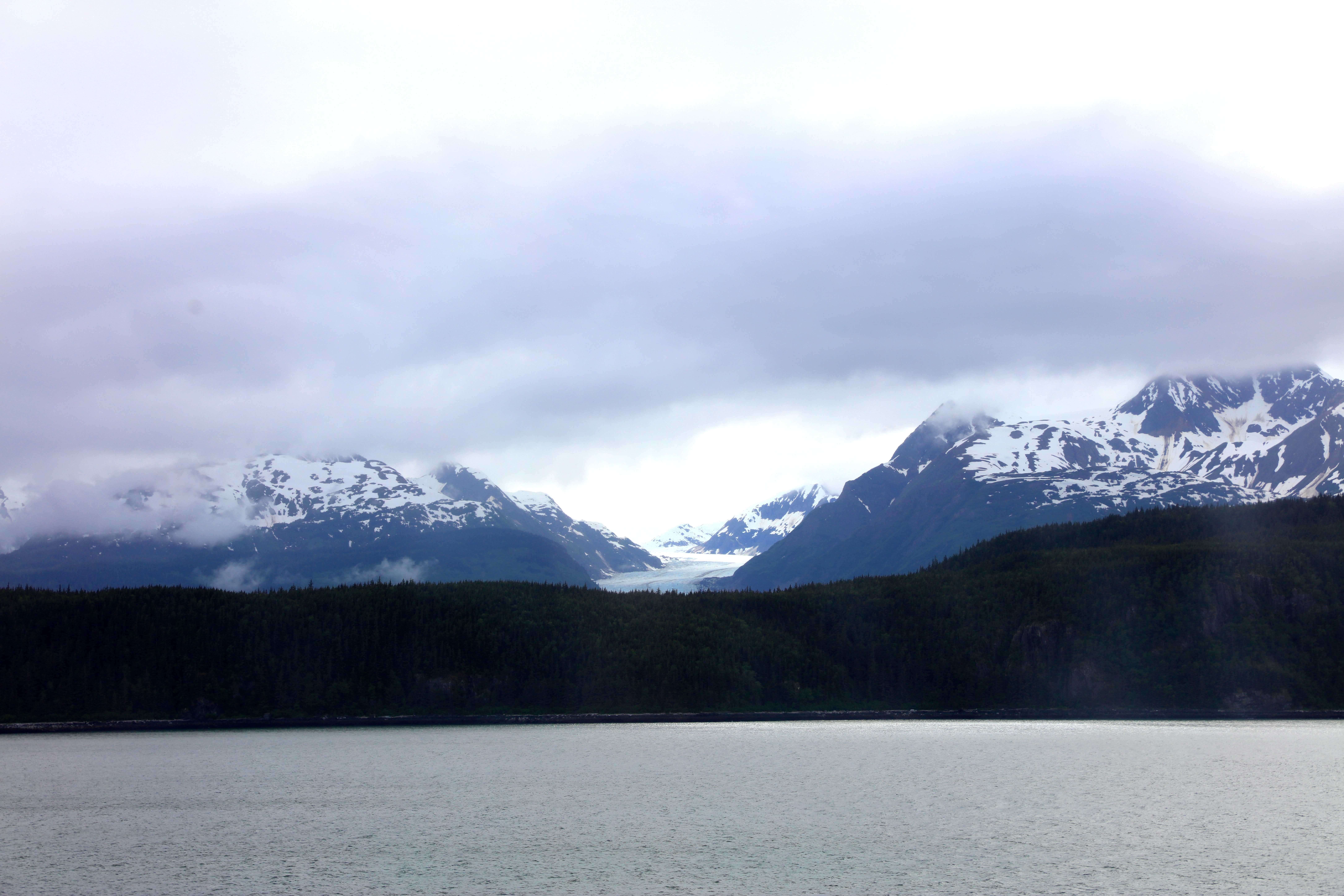
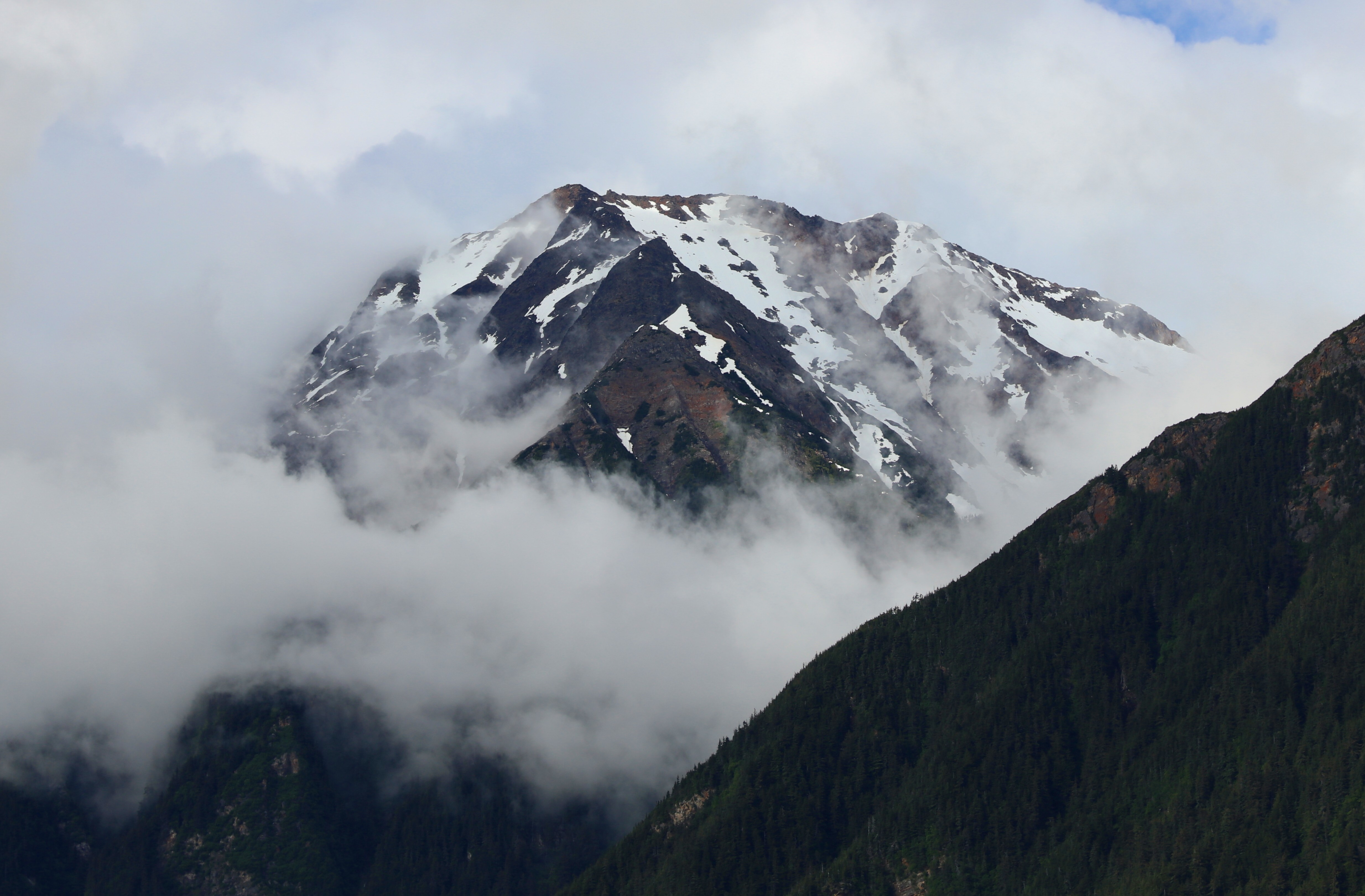
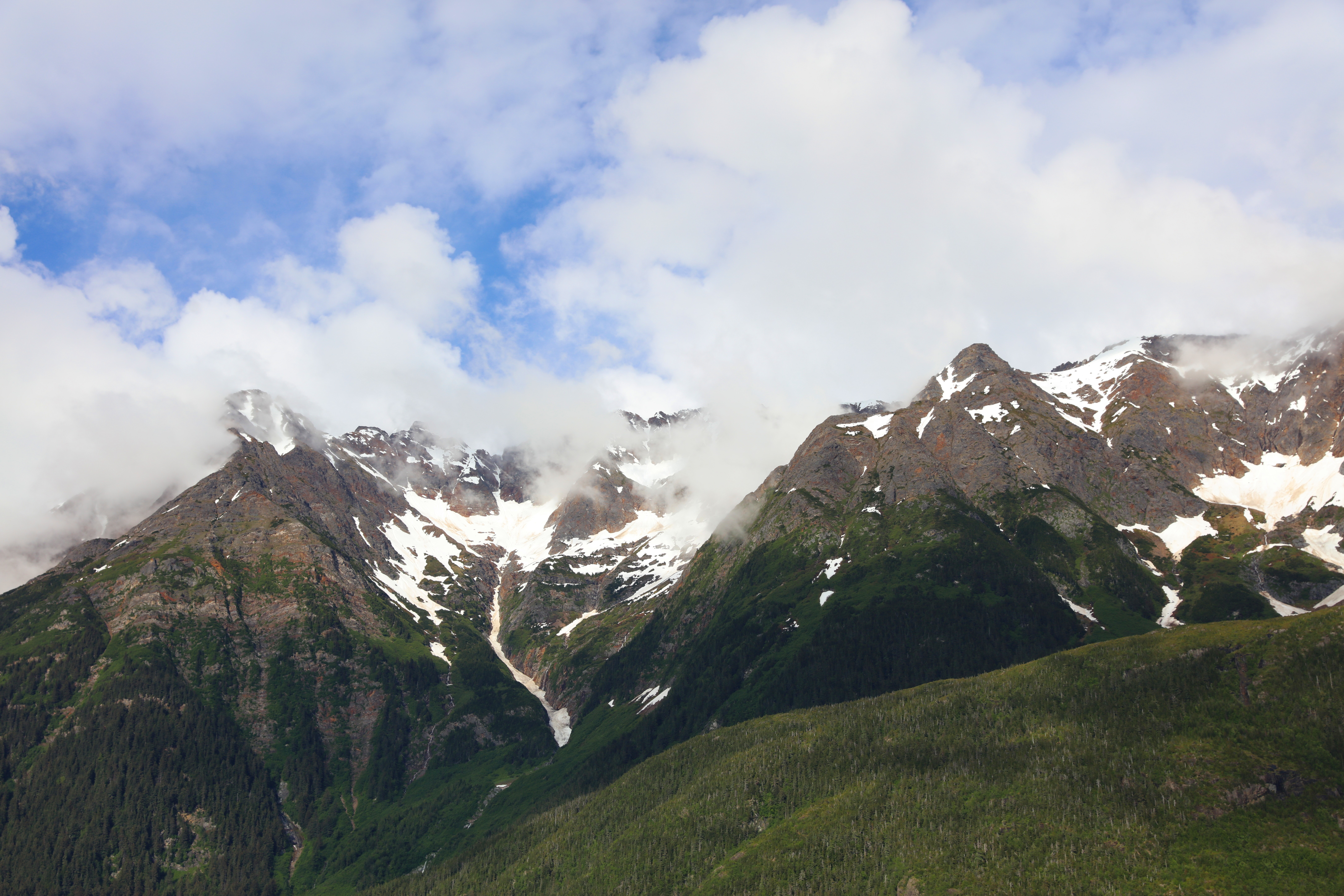
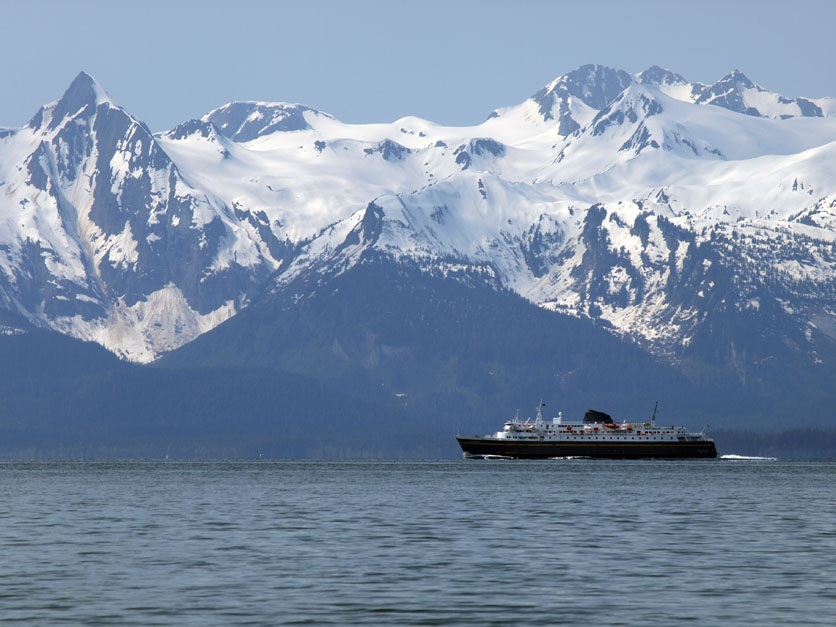
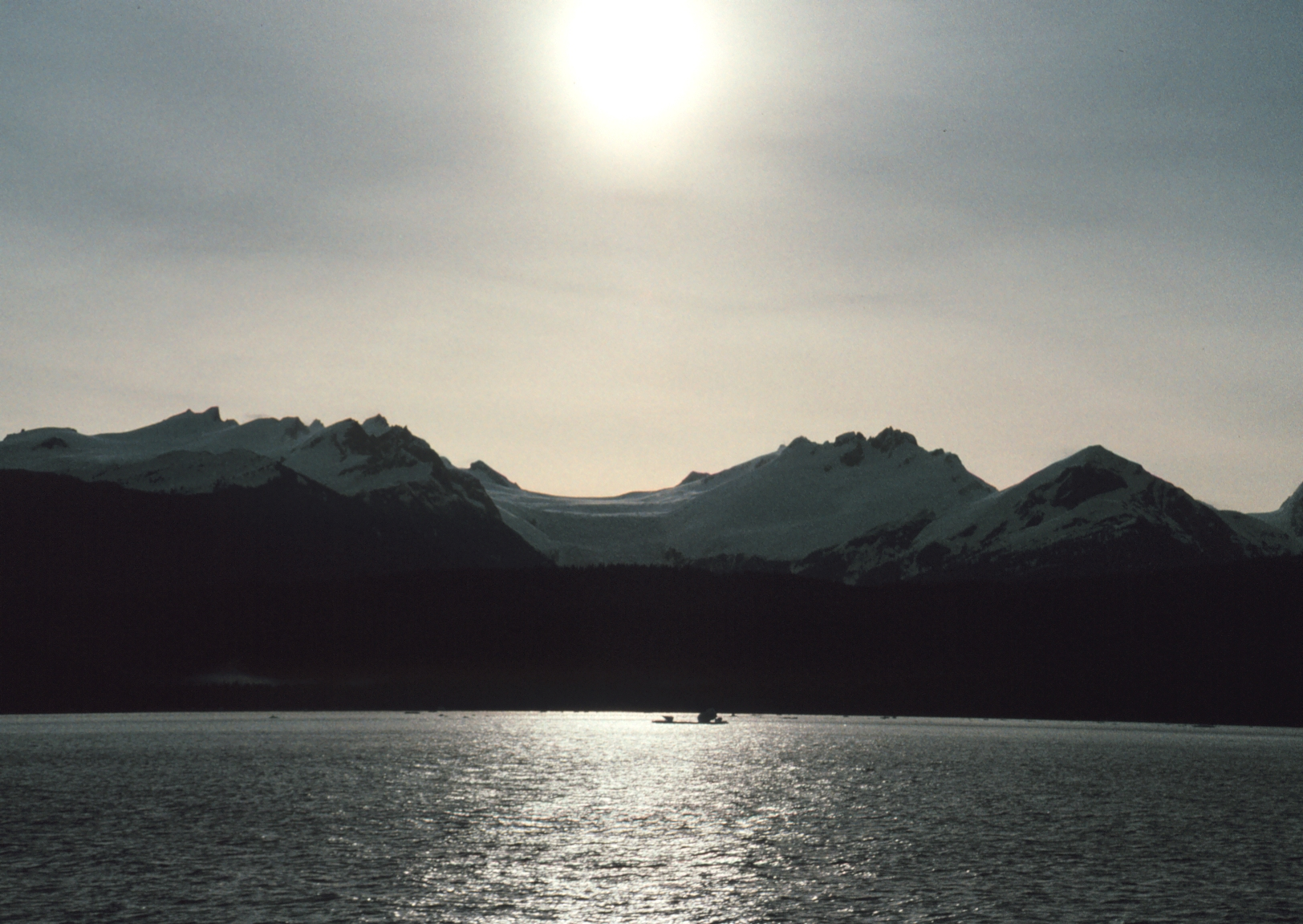
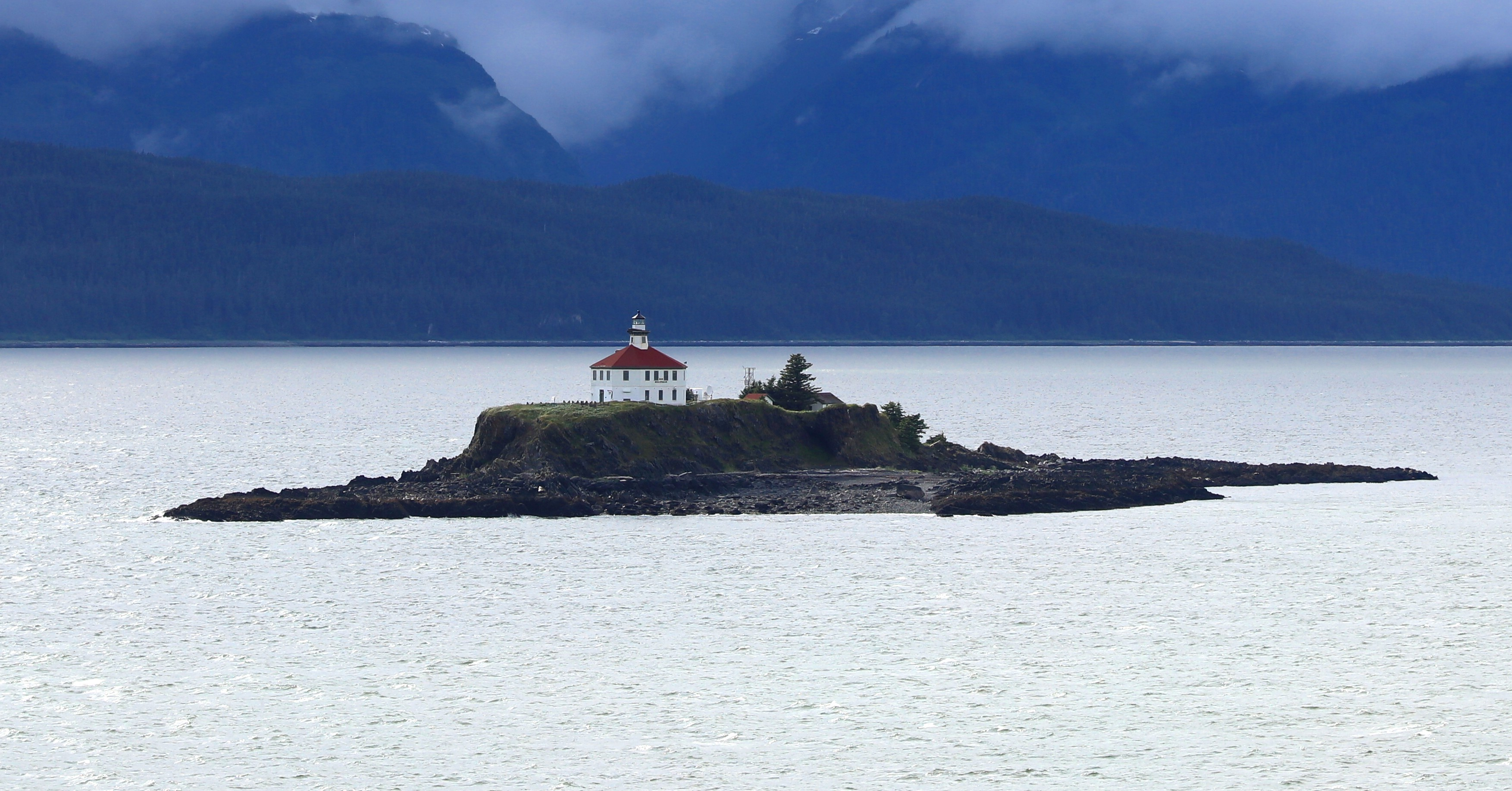